# 刀身
| ウィキペディアには「刀身」という見出しの百科事典記事はありません（タイトルに「刀身」を含むページの一覧/「刀身」で始まるページの一覧）。 代わりにウィクショナリーのページ「刀身」が役に立つかもしれません。 |